# Ouratea polita
Ouratea polita är en tvåhjärtbladig växtart som först beskrevs av Presl, och fick sitt nu gällande namn av Adolf Engler. Ouratea polita ingår i släktet Ouratea och familjen Ochnaceae. Inga underarter finns listade i Catalogue of Life.